# Youcef Belaïli
Youcef Belaïli (Orán, 14 de marzo de 1992) es un futbolista argelino que juega en la demarcación de delantero para el Espérance de Tunis del Championnat de Ligue Profesionelle 1.

## Selección nacional
Tras jugar con la selección de fútbol sub-23 de Argelia, finalmente hizo su debut con la selección absoluta el 26 de marzo de 2015 en un partido amistoso contra Catar que finalizó con un resultado de 1-0 a favor del combinado catarí tras el gol de Ali Assadalla.

### Goles internacionales
| #  | Fecha                   | Estadio                                             | Oponente  | Gol | Resultado | Competición                                             |
| -- | ----------------------- | --------------------------------------------------- | --------- | --- | --------- | ------------------------------------------------------- |
| 1  | 16 de junio de 2019     | Estadio Jassim bin Hamad, Doha, Catar               | Malí      | 2-2 | 3-2       | Amistoso                                                |
| 2  | 27 de junio de 2019     | Estadio 30 de Junio, El Cairo, Egipto               | Senegal   | 0-1 | 0-1       | Copa Africana de Naciones 2019                          |
| 3  | 7 de julio de 2019      | Estadio 30 de Junio, El Cairo, Egipto               | Guinea    | 1-0 | 3-0       | Copa Africana de Naciones 2019                          |
| 4  | 14 de noviembre de 2019 | Stade Mustapha Tchaker, Blida, Argelia              | Zambia    | 3-0 | 5-0       | Clasificación para la Copa Africana de Naciones de 2021 |
| 5  | 18 de noviembre de 2019 | Estadio Nacional de Botsuana, Gaborone, Botsuana    | Botsuana  | 0-1 | 0-1       | Clasificación para la Copa Africana de Naciones de 2021 |
| 6  | 12 de noviembre de 2021 | Estadio Internacional de El Cairo, El Cairo, Egipto | Yibuti    | 0-1 | 0-4       | Clasificación para la Copa Mundial de Fútbol de 2022    |
| 7  | 11 de diciembre de 2021 | Estadio Al Thumama, Doha, Catar                     | Marruecos | 1-2 | 2-2       | Copa Árabe de la FIFA 2021                              |
| 8  | 15 de diciembre de 2021 | Estadio Al Thumama, Doha, Catar                     | Catar     | 1-2 | 1-2       | Copa Árabe de la FIFA 2021                              |
| 9  | 4 de junio de 2022      | Estadio 5 de julio de 1962, Argel, Argelia          | Uganda    | 2-0 | 2-0       | Clasificación para la Copa Africana de Naciones de 2023 |
| 10 | 5 de junio de 2025      | Estadio Chahid Hamlaoui, Constantina, Argelia       | Ruanda    | 1-0 | 2-0       | Amistoso                                                |

## Clubes
| Club                  | País           | Año       | Partidos | Goles |
| --------------------- | -------------- | --------- | -------- | ----- |
| CA Bordj Bou Arréridj | Argelia        | 2009-2010 | 5        | 0     |
| MC Oran               | Argelia        | 2010-2012 | 48       | 16    |
| Espérance de Tunis    | Túnez          | 2012-2014 | 52       | 9     |
| USM Alger             | Argelia        | 2014-2016 | 41       | 13    |
| Angers S. C. O.       | Francia        | 2017      | 1        | 0     |
| Angers S. C. O. II    | Francia        | 2017-2018 | 5        | 2     |
| Espérance de Tunis    | Túnez          | 2018-2019 | 47       | 12    |
| Al-Ahli Saudi F. C.   | Arabia Saudita | 2019-2020 | 19       | 6     |
| Qatar S. C.           | Catar          | 2020-2021 | 25       | 17    |
| Stade Brestois 29     | Francia        | 2022      | 19       | 3     |
| A. C. Ajaccio         | Francia        | 2022-2023 | 17       | 6     |
| MC Alger              | Argelia        | 2023-2024 | 25       | 15    |
| Espérance de Tunis    | Túnez          | 2024-     | 37       | 20    |

## Palmarés

### Títulos nacionales
| Título                                    | Club               | País    | Año  |
| ----------------------------------------- | ------------------ | ------- | ---- |
| Championnat de Ligue Profesionelle 1      | Espérance de Tunis | Túnez   | 2014 |
| Championnat National de Première Division | USM Alger          | Argelia | 2016 |
| Championnat de Ligue Profesionelle 1      | Espérance de Tunis | Túnez   | 2018 |
| Championnat de Ligue Profesionelle 1      | Espérance de Tunis | Túnez   | 2019 |
| Championnat National de Première Division | USM Alger          | Argelia | 2024 |
| Supercopa de Túnez                        | Espérance de Tunis | Túnez   | 2024 |
| Championnat de Ligue Profesionelle 1      | Espérance de Tunis | Túnez   | 2025 |
| Copa de Túnez                             | Espérance de Tunis | Túnez   | 2025 |

### Títulos internacionales
| Título                      | Club (*)             | País   | Año  |
| --------------------------- | -------------------- | ------ | ---- |
| Liga de Campeones de la CAF | Espérance de Tunis   | Túnez  | 2018 |
| Liga de Campeones de la CAF | Espérance de Tunis   | Túnez  | 2019 |
| Copa Africana de Naciones   | Selección de Argelia | Egipto | 2019 |
| Copa Árabe de la FIFA       | Selección de Argelia | Catar  | 2021 |

(*) Incluyendo la selección.